# Allophrynidae
Los alofrínidos (Allophrynidae) son una familia de anfibios anuros compuesta por un único género, Allophryne. Está estrechamente relacionada con la familia Centrolenidae, de la que anteriormente se consideraba parte. Las especies de esta familia se distribuyen por el norte, centro y oeste de Sudamérica, en regiones de selva tropical.

## Especies
Tiene descritas tres especies:
- Allophryne relicta Caramaschi, Orrico, Faivovich, Dias & Solé, 2013 - Este de Brasil (estado de Bahía).
- Allophryne resplendens Castroviejo-Fisher, Pérez-Peña, Padial & Guaysamin, 2012 - Norte de Perú (Loreto).
- Allophryne ruthveni Gaige, 1926 - Regiones de selva tropical del sur de Venezuela, noroeste y centro de Brasil, Guayana y Surinam.